# 2MASS J02560189+0110467
2MASS J02560189+0110467 ist ein Brauner Zwerg im Sternbild Walfisch. Er wurde 2002 von Suzanne L. Hawley et al. entdeckt. Er gehört der Spektralklasse L0 an.